# Luchthaven Omsk
Luchthaven Tsentralny (Russisch: Аэропорт Центральный; Aeroport Tsentralnij) is het vliegveld van de Russische stad Omsk, de zevende stad van het land. Het vliegveld bevindt zich ongeveer 5 kilometer ten zuidwesten van de stad. Het vliegveld is in staat grote vliegtuigen te verwerken, en handelde in 2007 ruim vijfhonderdduizend passagiers af.